# Frank Dittrich
Pour les articles homonymes, voir Dittrich.
Frank Dittrich, né le 23 décembre 1967 à Leipzig, est un ancien patineur de vitesse allemand. Il a remporté six médailles de bronze lors de championnats du monde.

## Palmarès

### Jeux olympiques
- 4 participations de 1992 à 2002
- Meilleur résultat : 4e du 5 000 mètres en 1992 à Albertville

### Championnats du monde
- Championnats du monde simple distance
  -  Médaille de bronze du 10 000 m en 1996 à Hamar
  -  Médaille de bronze du 5 000 m en 1997 à Varsovie
  -  Médaille de bronze du 10 000 m en 1998 à Calgary
  -  Médaille de bronze du 10 000 m en 1999 à Heerenveen
  -  Médaille de bronze du 10 000 m en 2000 à Nagano

- Championnats du monde toutes épreuves
  -  Médaille de bronze en 1997 à Nagano

### Coupe du monde
- 1 victoire.